# Robert Marschall
Robert Marschall (* 5. März 1966 in Wien) ist ein österreichischer Unternehmer und politischer Aktivist.

## Leben
Marschall maturierte im Juni 1984 am Bundesrealgymnasium Schmelz im 15. Wiener Gemeindebezirk Rudolfsheim-Fünfhaus. Danach leistete er seinen Wehrdienst ab. Im Oktober 1985 begann er das Studium der Elektrotechnik an der Technischen Universität Wien. Nach sieben abgelegten Teilprüfungen wechselte er im Oktober 1986 an die Wiener Wirtschaftsuniversität, an der er im Juli 1992 den akademischen Grad Magister in Sozial- und Wirtschaftswissenschaften erwarb.
Von 1993 bis 2002 arbeitete er in verschiedenen Unternehmen im Bereich der Telekommunikation, zunächst bei Siemens, später bei Ericsson, STAR Telecom und bei UTA (United Telekom Austria). Zuletzt war er als Prokurist tätig.
Marschall war seit Dezember 2005 bis 2019 Herausgeber des Regionalmagazins Wien-konkret, welches als rassistisch kritisiert wurde.
Der von Marschalls Firma betriebenen Website bundespraesidentschaftswahl.at wurde vorgeworfen, durch dubiose Informationen und fragwürdige Behauptungen die Präsidentschaftswahl für Norbert Hofer beeinflussen zu wollen.
Robert Marschall war mit Stand Jänner 2016 ledig und wohnte in Gablitz.

## Parteigründung und Kandidaturen
Im September 2011 gründete er die EU-Austrittspartei, deren Ziel der Austritt Österreichs aus der Europäischen Union (EU) ist, und übernahm ihren Vorsitz. Mit dieser Partei kandidierte er auch für die Europawahl 2014, gemeinsam mit dem Bündnis NFÖ im Wahlbündnis „EUSTOP“, dessen Obmann er wurde. Das Wahlbündnis erreichte 2,8 Prozent der gültigen Wählerstimmen und scheiterte daher an der in Österreich existierenden Sperrklausel.
2015 kandidierte Marschall mit seiner Partei für die Wiener Bezirksvertretungswahl in den meisten Bezirken Wiens, schaffte jedoch nicht den Einzug in ein Bezirksparlament.
2016 gab Marschall bekannt, für das Amt des Bundespräsidenten von Österreich kandidieren zu wollen, scheiterte jedoch an der Beschaffung der erforderlichen 6000 Unterstützungserklärungen. Er konnte lediglich 1150 Unterschriften sammeln.
Mit der Liste „Für Österreich, Zuwanderungsstopp, Grenzschutz, Neutralität, EU-Austritt (EUAUS)“ konnte er im August 2017 die 500 für Wien notwendigen Unterstützungserklärungen sammeln und folglich bei den Nationalratswahlen antreten. EUAUS bekam insgesamt 693 Stimmen (gegenüber 510 Stimmen bei der Nationalratswahl 2013). Bei der Landtagswahl in Niederösterreich 2018 trat er mit der Partei „Wir für Niederösterreich“ im Bezirk Baden an.
Mit der Bundesversammlung am 12. Dezember 2020 gab Robert Marschall den Vorsitz der EU-Austrittspartei an Sissy Sabler ab.
2022 wollte Marschall wieder bei der Bundespräsidentenwahl kandidieren, scheiterte jedoch trotz Nachfrist abermals an den 6000 benötigten Unterstützungserklärungen. Seine Wahlanfechtung wurde vom Verfassungsgerichtshof zurückgewiesen.

## Volksbegehren seit 2020
Von November 2017 bis März 2022 war er Obmann der Partei „Wir für Österreich“ (WFÖ). Für WFÖ war Marschall auch Initiator und Bevollmächtigter der Volksbegehren „EURATOM-Ausstieg“, „Für verpflichtende Volksabstimmungen“ und das „CETA-Volksabstimmung“.
Das von ihm initiierte „EURATOM-Ausstiegs“-Volksbegehren erhielt in der Eintragungswoche von 22. bis 29. Juni 2020 in Summe 100.482 Unterschriften und musste daher im Parlament behandelt werden. Ergebnis der parlamentarischen Beratungen war die Annahme eines Entschließungsantrags, in dem die Bundesregierung ersucht wird, sich dafür einzusetzen, dass der EURATOM-Vertrag im Rahmen der EU-Zukunftskonferenz thematisiert und überarbeitet wird.
Das Volksbegehren „NEIN zur Impfpflicht“, bei dem Marschall als Bevollmächtigter fungierte, erreichte in der Eintragungswoche vom 2. bis 9. Mai 2022 246.868 Unterschriften. Das Volksbegehren war das schnellst-durchgeführte Volksbegehren der Zweiten Republik. Ende Juli 2022 wurde das Impfpflichtgesetz im Parlament abgeschafft. Der Gesundheitsausschuss des Parlaments hat das NEIN-zur-Impfpflicht-Volksbegehren am 7. Dezember 2022 behandelt.
Das Volksbegehren „COVID-Maßnahmen abschaffen“, bei dem Marschall als Bevollmächtigter fungierte, erreichte in der Eintragungswoche vom 19.-26. Sept. 2022 218.800 Unterschriften und wurde am 29. März 2023 im Nationalrat beraten. Der Fahrplan der Bundesregierung zur Beendigung der letzten Covid-19-Maßnahmen wurde am 1. Februar 2022 – somit mehr 4 Monate nach der Eintragungswoche des Volksbegehrens und schon zwei Monate vor der Behandlung im Parlament – bekannt gegeben.
Das „ECHTE Demokratie-Volksbegehren“ und das „NEHAMMER MUSS WEG“-Volksbegehren fanden gleichzeitig von 17. bis 24. April 2023 statt. Das „ECHTE Demokratie“-Volksbegehren erhielt 131.619 und das NEHAMMER-MUSS-WEG-Volksbegehren erhielt 106.440 Unterstützungserklärungen.
Das „COVID-Strafen-Rückzahlungsvolksbegehren“ und das „Impfpflichtgesetz abschaffen“-Volksbegehren fanden gleichzeitig von 6. bis 13. November 2023 statt. Das „COVID-Strafen-Rückzahlungsvolksbegehren“ erhielt 101.652 und das „Impfpflichtgesetz abschaffen“-Volksbegehren erhielt 101.393 Unterstützungserklärungen. Auch diese Volksbegehren müssen daher im Nationalrat behandelt werden.
Das „ORF-Haushaltsabgaben NEIN“ - Volksbegehren war im April 2025 mit 119.368 Unterschriften erfolgreich.